# Warp and Woof
| Recensione     | Giudizio |
| -------------- | -------- |
| Metacritic     | [ 1 ]    |
| Allmusic       | [ 2 ]    |
| Exclaim!       | [ 3 ]    |
| Spill Magazine | [ 4 ]    |
| Tom Tom Rock   | [ 5 ]    |

Warp and Woof è il 28° album in studio del gruppo musicale statunitense Guided by Voices, pubblicato nel 2019.

## Storia
Originariamente pensato per essere un extended play, divenne poi un long playing. Precedentemente, fra il 2018 e il 2019, vennero pubblicati quattro extended play (Wine Cork Stonehenge, 100 Dougs, Umlaut Over the Özone e 1901 Acid Rock) che contenevano ciascuno una parte degli stessi brani che saranno poi presenti nel'LP. Dopo aver completato il precedente, Pollard aveva intenzione di realizzare alcuni EP ma ben presto il materiale risultò sufficiente per completare un LP; le varie tracce vennero registrate in posti diversi, anche non convenzionali, come il retro di un furgone in movimento e in camere d'albergo.

## Tracce
Tutti i brani sono stati scritti da Robert Pollard eccetto dive indicato.
1. "Bury the Mouse" - 1:30
2. "Angelic Weirdness" - 1:33
3. "Foreign Deputies" - 1:00
4. "Dead Liquor Store" - 1:31
5. "Mumbling Amens" - 1:55
6. "Cohesive Scoops" - 1:31
7. "Photo Range Within" - 1:15
8. "My Dog Surprise" - 1:41
9. "Tiny Apes" - 1:07
10. "Blue Jay House" - 2:04
11. "Down the Island" - 1:48
12. "Thimble Society" - 1:44
13. "My Angel" - 1:25
14. "More Reduction Linda" - 1:36
15. "Cool Jewels and Aprons" - 1:24
16. "Even Next" - 1:39
17. "It Will Never Be Simple" (Doug Gillard) - 2:31
18. "The Stars Behind Us" - 1:22
19. "Skull Arrow" - 1:03
20. "Out of the Blue Race"- 1:21
21. "Coming Back from Now On"- 1:53
22. "The Pipers, the Vipers, the Snakes!"- 1:47
23. "Time Remains in Central Position"- 1:49
24. "End It with Light"- 1:10

### EP

#### Wine Cork Stonehenge
Pubblicato il 7 dicembre 2018 in vinile a 7 pollici
Side A
1. My Angel - 1:27
2. The Stars Behind Us - 1:23
3. Skull Arrow - 1:05

Side B
1. Thimble Society - 1:39
2. Tiny Apes - 1:07
3. The Pipers, The Vipers, The Snakes! - 1:49

#### 100 Dougs
Pubblicato il 7 dicembre 2018 in vinile a 7 pollici
Side A
1. Bury The Mouse - 1:30
2. Coming Back From Now On - 1:54
3. Foreign Deputies - 1:04

Side B
1. Cohesive Scoops - 1:31
2. Out Of The Blue Race - 1:22
3. It Will Never Be Simple - 2:34

#### Umlaut Over the Özone
Pubblicato il 29 marzo 2019 in vinile a 7 pollici
Side A
1. Angelic Weirdness - 1:36
2. More Reduction Linda - 1:36
3. Blue Jay House - 2:06

Side B
1. Photo Range Within - 1:15
2. Mumbling Amens - 1:55
3. End It With Light - 1:11

#### 1901 Acid Rock
Pubblicato il 29 marzo 2019 in vinile a 7 pollici
Side A
1. Dead Liquor Store - 1:32
2. Cool Jewels And Aprons - 1:24
3. Down The Island - 1:48

Side B
1. My Dog Surprise - 1:41
2. Even Next - 1:39
3. Time Remains In Central Position - 1:51

## Formazione
- Robert Pollard – voce
- Doug Gillard – chitarra
- Bobby Bare Jr. – chitarra
- Mark Shue – basso
- Kevin March – batteria